# Jörg Haider

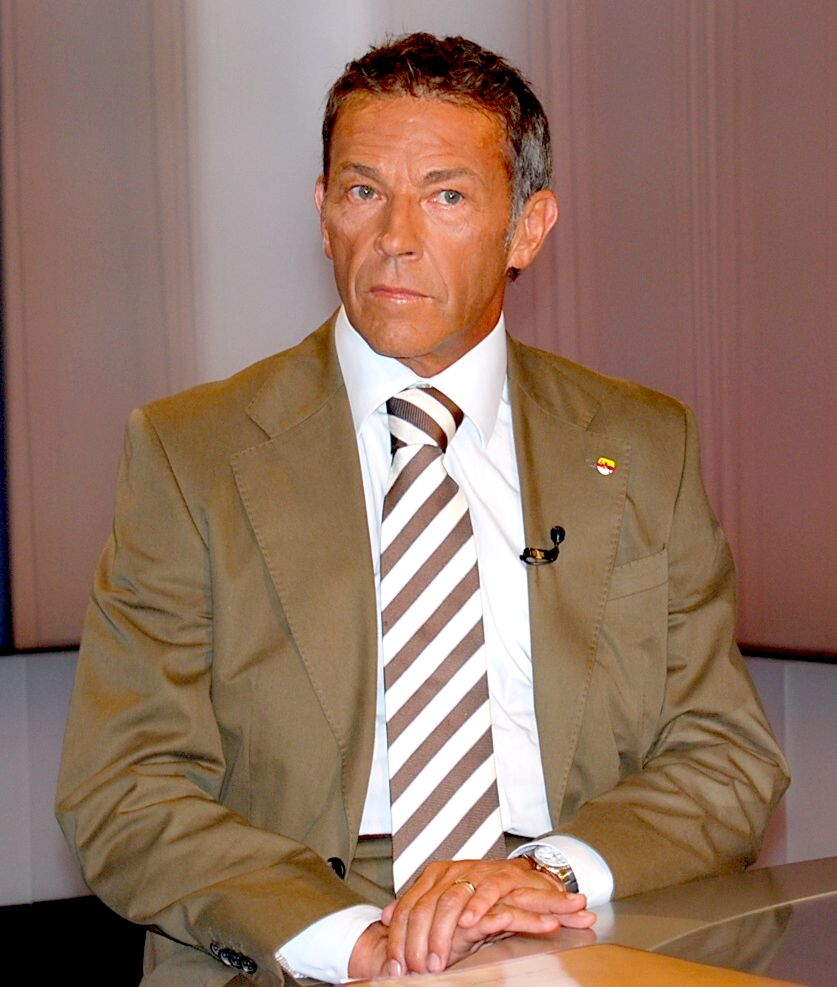
Jörg Haider bij een televisieoptreden in 2008

Jörg Haider (Bad Goisern, 26 januari 1950 – Lambichl, 11 oktober 2008) was een Oostenrijks rechts-populistisch politicus van de FPÖ en later van de door hem in 2005 opgerichte BZÖ. Van beide partijen heeft hij het voorzitterschap bekleed. Voorts was hij jarenlang Landeshauptmann van Karinthië. Toen zijn FPÖ begin 2000 een coalitie aanging met de christendemocratische ÖVP deed dit internationaal veel stof opwaaien.

## Privéleven
Haiders ouders waren tijdens de Tweede Wereldoorlog lid van de NSDAP; zijn moeder was lange tijd leidster bij de Bund deutscher Mädel en zijn vader verbleef tot de Anschluss in 1938 langere tijd in Duitsland, omdat de nazi-moordaanslag op Engelbert Dollfuss tot strafvervolging van nazi-aanhangers door de Oostenrijkse Heimatfrontregering had geleid. Van 1945 tot 1951 was het Haiders moeder als onderwijzeres vanwege haar naziverleden verboden les te geven.
Jörg Haider studeerde rechten en bestuurskunde aan de Universiteit van Wenen en promoveerde in 1973 in de rechten. Vervolgens werkte hij onder meer als universiteitsassistent bij een juridisch instituut van de universiteit.
Op 1 mei 1976 trouwde Haider met Claudia, met wie hij twee dochters zou krijgen. In maart 2000 meldde een artikel in The Guardian dat een aantal Oostenrijkse en Duitse kranten had beweerd dat Haider homoseksueel zou zijn. Hoewel Haider hier niet op reageerde, deed Peter Westenthaler dat wel en beschreef de beweringen als "rottigheid".

## Politieke loopbaan
Haider sloot zich in 1970 aan bij de FPÖ (Oostenrijkse Vrijheidspartij). Van de FPÖ - formeel een liberale partij - waren veel aanhangers proteststemmer, met name van de klassieke socialistische SPÖ-aanhang werden veel stemmers weggetrokken. Ook mensen met een extreemrechts gedachtegoed zochten aansluiting bij de FPÖ. Van 1979 tot 1983 was Haider lid van de Nationale Raad (vergelijkbaar met de Tweede Kamer of de Kamer van volksvertegenwoordigers) van Oostenrijk en in 1986 werd hij voorzitter van de FPÖ. In 1989 werd hij Landeshauptmann van de deelstaat Karinthië. Zijn positieve uitspraken over de nationaalsocialistische economie in de Tweede Wereldoorlog leidden echter tot zijn gedwongen aftreden in 1991. Hierna was hij korte tijd actief als vice-landeshauptmann. In 1999 werd Haider opnieuw tot Landeshauptmann van Karinthië gekozen, waarna hij herkozen werd in 2004. Mede dankzij het charisma van Haider en diens vlotte voorkomen behaalde de FPÖ in 1994 een grote verkiezingszege (22,7% van de stemmen, tegenover 5% in 1986). Zowel de christendemocratische ÖVP als de sociaaldemocratische SPÖ weigerde om met Haiders partij een coalitie te vormen.
De verkiezingen van 1999 betekenden een nederlaag voor de SPÖ/ÖVP-coalitie, en leidden opnieuw tot een grote overwinning voor de FPÖ. Op 4 februari 2000 trad de FPÖ toe tot een coalitie met de christendemocratische ÖVP onder bondskanselier Wolfgang Schüssel, ondanks de wereldwijde protesten tegen een dergelijke coalitie. Oostenrijk raakte opnieuw in een isolement, zoals ook tijdens het bondspresidentschap van de later omstreden Kurt Waldheim. De Europese Unie, waartoe het land sinds enkele jaren behoorde, besloot dat contacten met de nieuwe bondsregering moesten plaatsvinden op het laagst mogelijke niveau.
In 2000 trad Haider af als partijleider. Zijn invloed achter de schermen bleef desondanks zeer groot. Twee jaar later viel de ÖVP/FPÖ-coalitie, wat leidde tot vroegtijdige verkiezingen. Hoewel de FPÖ een nederlaag leed, vormde de ÖVP echter opnieuw een coalitie met deze partij. Datzelfde jaar bracht Haider een bezoek aan de Iraakse dictator Saddam Hoessein; bij vergelijking van foto's werd later sterk betwijfeld of hij niet een dubbelganger in plaats van Saddam zelf had ontmoet. Desondanks zorgde zijn actie voor veel ophef in zowel binnen- als buitenland.
In april 2005 richtte de populistische politicus een nieuwe partij op, de Bündnis Zukunft Österreich, als reactie op interne spanningen in de FPÖ. Laatstgenoemde partij belandde in extreemrechts vaarwater onder Haiders opvolger Heinz-Christian Strache. Deze kwam bij de verkiezingen van 2006 met 11% van de stemmen op de derde plaats; Haiders BZÖ behaalde 4%. Na dit resultaat trok Haider zich terug in Karinthië. Toen zijn opvolger als voorzitter van de BZÖ, Peter Westenthaler, was veroordeeld voor het vals getuigen, werd Haider op 30 augustus 2008 echter opnieuw voorzitter van de partij. Hij zou dit ambt tot zijn dood bekleden.

## Overlijden
Jörg Haider overleed op zaterdag 11 oktober 2008 op 58-jarige leeftijd net ten zuiden van Klagenfurt aan de gevolgen van een auto-ongeluk. Hij was op weg naar zijn woning in het Bärental om met zijn familie de negentigste verjaardag van zijn moeder te vieren. Nadat hij op de Loiblpass Straße (B91) een andere auto had ingehaald en zich naar de rechter rijstrook van de weg begaf, verloor hij de macht over het stuur. Zijn Volkswagen Phaeton ramde vervolgens een verkeers- en een bewegwijzeringsbord, reed met het linkervoorwiel in de berm, waarna de auto spinde en een betonpijler en een brandkraan raakte. Vervolgens sloeg de auto meerdere malen over de kop, om haaks op de rijrichting tot stilstand te komen. Haider zou meer dan twee keer zo hard als de toegestane snelheid van 70 km/h hebben gereden, terwijl het zicht door mist zeer beperkt was. Uit nader gerechtelijk onderzoek bleek dat hij ten tijde van het ongeluk een alchoholpromillage van 1.8 had. Door het ongeluk liep de politicus, die alleen in de auto zat, zware verwondingen op aan zijn hoofd en borstkas. Verder zou de wervelkolom gebroken zijn geweest en was zijn linkerarm bijna volledig afgerukt. De medische hulp was tevergeefs; bij aankomst in het ziekenhuis was Haider reeds overleden.

### Geruchten rondom zijn dood
Kort na de dood van Haider deden allerlei geruchten de ronde over Haider zelf. Deze geruchten waren voeding voor nieuwe geruchten over zijn alcoholisme en mogelijke homoseksualiteit:
- Volgens de Oostenrijkse internetkrant oe24, die zich baseert op ooggetuigen, sloeg de gouverneur vóór zijn fatale autorit in gezelschap van een onbekende man in korte tijd een fles wodka achterover. Toen hij rond 1.00 uur ’s nachts vertrok zou een bezorgde cafébezoeker nog hebben aangeboden de politicus naar huis te rijden, omdat hij zo zwalkend liep. Het drinkgelag zou in een homobar zijn geweest. Het ongeluk voltrok zich korte tijd later, toen Haider met veel te hoge snelheid in dichte mist over de kop sloeg.[7][8]
- Het alcoholpromillage zou hoger zijn geweest dan aanvankelijk bericht.[9]
- De 27-jarige Stefan Petzner, partijgenoot en assistent van Haider en korte tijd zijn opvolger,[10] maakte na het overlijden van Haider bekend dat hij een van zijn minnaars was geweest. Haider en Petzner zouden op de avond van het ongeluk ruzie hebben gekregen, waarna Haider zich ging bezatten in een gay-bar. De bekentenis van Petzner had tot gevolg dat de extreemrechtse partij BZÖ Petzner op staande voet ontsloeg als partijleider. De BZÖ staat negatief tegenover homoseksualiteit.[11][12]

In 2007 werden door Oostenrijkse media al foto’s gepubliceerd van Haider met een fles Corona-bier in de hand, in omhelzing met een andere cafébezoeker. Die gedragingen, waren voor de SPÖ in Karinthië, de reden om het aftreden van de gouverneur te eisen. Een advocaat van de familie Haider heeft inmiddels de officier van justitie in Klagenfurt aangeklaagd. De familie is boos dat informatie over de toedracht van het ongeval en Haiders cafébezoek naar buiten is gebracht. "Hij had zijn mond moeten houden," vindt de familie. Verder deed het gerucht de ronde dat Haider mogelijk het slachtoffer was geworden van een linkse samenzwering.